# Massacre de Aucayacu
O massacre de Aucayacu ou Genocídio comunista de Aucayacu   foi um massacre seletivo contra pessoas LGBT e profissionais do sexo que ocorreu em 6 de agosto de 1986 na cidade de Aucayacu localizado em Huánuco, Peru. Os responsáveis eram membros do Partido Comunista do Peru - Sendero Luminoso durante o conflito armado interno no Peru. O massacre foi desenvolvido como parte das políticas de "limpeza social" levadas a cabo pelo grupo comunista.

## Contexto
O Partido Comunista do Peru - Sendero Luminoso e o Movimento Revolucionário Túpac Amaru foram organizações comunistas que iniciaram um conflito contra o Estado peruano para implantar o comunismo no Peru por meio de táticas terroristas. Eles identificaram a homossexualidade como uma consequência do capitalismo.

## Massacre
Em 6 de agosto de 1986, na cidade de Aucayacu, integrantes do Sendero Luminoso sequestraram 10 pessoas, entre homossexuais e prostitutas, por serem, para esse grupo comunista, "flagelos sociais", sendo posteriormente assassinados.